# Dorylus bishyiganus
Dorylus bishyiganus är en myrart som först beskrevs av Boven 1972.  Dorylus bishyiganus ingår i släktet Dorylus och familjen myror. Inga underarter finns listade i Catalogue of Life.